# Hilara pygialis
Hilara pygialis är en tvåvingeart som beskrevs av Chvala 2008. Hilara pygialis ingår i släktet Hilara och familjen dansflugor. Inga underarter finns listade i Catalogue of Life.